# Josep Malats i Marbà
Josep Malats i Marbà (Viladrau, 10 d'abril de 1941 – Llançà, 16 d'abril de 2018) fou un artista i pintor català.
Estudià batxillerat al Col·legi dels Germans de la Salle de Figueres i realitzà els seus estudi de Belles Arts a l'Escola de Sant Jordi de Barcelona.
Del 1985 al 2007 realitza exposicions individuals i col·lectives a Barcelona, València, Madrid, París, Frankfurt, Carcassona, Girona, Figueres, Malgrat de Mar, Eivissa, Granollers, Manresa, La Roca, Roses, Llançà, Pals, Port de la Selva, Agen, Ceret i Viladrau, el seu poble natal. El 2007, inaugura el mural Mediterrània, en el carrer Comte Jofre de Llançà. Des de 1991 fins al 2017, tots els estius fa una exposició individual a l'Hotel Gri-Mar de Llançà.
Des de 2011 fins a 2017 participa a la Ruta de l'Art de Castelló d'Empúries. Des de 2010 fins 2016 participa a la Mostra d'Art Contemporani TramuntanArt de Port de la Selva. L'any 2018 la seva vídua organitza l'última exposició, pòstuma, de Josep Malats a l'Hotel Gri-Mar. El 2019 es restaura el mural Mediterrània.

## El personatge
L'obra de Malats ha esdevingut inseparable del seu personatge, de la seva manera d'entendre i viure la vida, amb una constant reflexió del fet pictòric.
«La pintura és com una malaltia; la llum, com una obsessió; els colors, com la febre; el gest de pintar, la curació»
«Ni Picasso ni Dalí, És Malats qui pinta aquí»